# Bialski Klub Sportowy 2019-2020
Questa voce raccoglie le informazioni riguardanti il Bialski Klub Sportowy nelle competizioni ufficiali della stagione 2019-2020.

## Organigramma societario
Area direttiva
- Presidente: Aleksandra Przybysz

Area tecnica
- Allenatore: Bartłomiej Piekarczyk
- Allenatore in seconda: Łukasz Sasnal
- Scout man: Bartłomiej Łyczakowski

Area sanitaria
- Preparatore atletico: Maciej Zając
- Fisioterapista: Elżbieta Handzlik

## Rosa
| N° | Nome                 | Ruolo | Data di nascita   | Nazionalità sportiva |
| -- | -------------------- | ----- | ----------------- | -------------------- |
| 1  | Marta Wellna         | S     | 7 aprile 1988     | Polonia              |
| 2  | Marta Krajewska      | P     | 20 maggio 1998    | Polonia              |
| 3  | Olivia Różański      | S     | 5 giugno 1997     | Polonia              |
| 5  | Alicia Ogoms         | C     | 2 aprile 1994     | Canada               |
| 6  | Magdalena Wawrzyniak | O     | 14 marzo 1990     | Polonia              |
| 7  | Nicole Edelman       | P     | 14 aprile 1994    | Stati Uniti          |
| 8  | Ewelina Janicka      | C     | 4 novembre 1994   | Polonia              |
| 10 | Andrea Kossanyiová   | S     | 6 agosto 1993     | Rep. Ceca            |
| 11 | Dagmara Dąbrowska    | S     | 24 gennaio 1998   | Polonia              |
| 12 | Carly DeHoog         | O     | 14 ottobre 1994   | Stati Uniti          |
| 13 | Martyna Świrad       | C     | 5 gennaio 1998    | Polonia              |
| 14 | Ewa Kostera          | P     | 2 febbraio 2002   | Polonia              |
| 15 | Kornelia Moskwa      | C     | 30 ottobre 1996   | Polonia              |
| 16 | Kinga Drabek         | L     | 10 maggio 1998    | Polonia              |
| 18 | Pavla Vincourová     | P     | 12 novembre 1992  | Rep. Ceca            |
| 20 | Adriana Adamek       | L     | 23 settembre 1998 | Polonia              |

## Risultati

### Liga Siatkówki Kobiet

#### Girone di andata
| 1ª giornata - 14 ottobre 2019 Hala MOSiR, Radom              | Radomka        | 1 - 3 | BKS                | 21-25, 25-21, 23-25, 22-25        |
| 2ª giornata - 19 ottobre 2019 Hala MOSiR, Piła               | PTPS           | 3 - 0 | BKS                | 25-22, 25-19, 25-22               |
| 3ª giornata - 25 ottobre 2019 Hala BKS Stal, Bielsko-Biała   | BKS            | 2 - 3 | Legionovia         | 25-27, 22-25, 25-21, 25-20, 13-15 |
| 4ª giornata - 5 novembre 2019 Hala Orbita, Breslavia         | Wrocław        | 1 - 3 | BKS                | 19-25, 25-19, 19-25, 17-25        |
| 5ª giornata - 19 novembre 2019 Hala BKS Stal, Bielsko-Biała  | BKS            | 3 - 0 | Pałac Bydgoszcz    | 25-22, 25-18, 25-23               |
| 6ª giornata - 24 novembre 2019 Arena Ursynów, Varsavia       | Wisła Warszawa | 1 - 3 | BKS                | 19-25, 22-25, 28-26, 19-25        |
| 7ª giornata - 29 novembre 2019 Hala BKS Stal, Bielsko-Biała  | BKS            | 0 - 3 | Developres Rzeszów | 20-25, 20-25, 19-25               |
| 8ª giornata - 7 dicembre 2019 Hala Policach, Police          | Chemik Police  | 3 - 0 | BKS                | 25-14, 25-23, 25-18               |
| 9ª giornata - 11 dicembre 2019 Hala BKS Stal, Bielsko-Biała  | BKS            | 1 - 3 | Budowlani Łódź     | 26-28, 19-25, 25-16, 23-25        |
| 10ª giornata - 14 dicembre 2019 Hala BKS Stal, Bielsko-Biała | BKS            | 3 - 1 | ŁKS                | 19-25, 25-23, 25-14, 25-21        |
| 11ª giornata - 18 dicembre 2019 Arena Kalisz, Kalisz         | Kalisz         | 3 - 1 | BKS                | 8-25, 25-22, 26-24, 25-23         |

#### Girone di ritorno
| 12ª giornata - 31 ottobre 2019 Hala BKS Stal, Bielsko-Biała  | BKS                | 3 - 2 | Radomka        | 22-25, 13-25, 28-26, 25-20, 16-14 |
| 13ª giornata - 8 gennaio 2020 Hala BKS Stal, Bielsko-Biała   | BKS                | 1 - 3 | PTPS           | 25-21, 21-25, 25-27, 22-25        |
| 14ª giornata - 19 gennaio 2020 Arena Legionowo, Legionowo    | Legionovia         | 3 - 2 | BKS            | 25-21, 24-26, 10-25, 25-23, 15-13 |
| 15ª giornata - 24 gennaio 2020 Hala BKS Stal, Bielsko-Biała  | BKS                | 3 - 1 | Wrocław        | 23-25, 25-20, 25-10, 25-19        |
| 16ª giornata - 29 gennaio 2020 Hala Łuczniczka, Bydgoszcz    | Pałac Bydgoszcz    | 3 - 2 | BKS            | 20-25, 28-26, 28-26, 22-25, 18-16 |
| 17ª giornata - 2 febbraio 2020 Hala BKS Stal, Bielsko-Biała  | BKS                | 3 - 0 | Wisła Warszawa | 25-8, 25-18, 25-17                |
| 18ª giornata - 8 febbraio 2020 Hala Podpromie, Rzeszów       | Developres Rzeszów | 3 - 1 | BKS            | 25-20, 25-18, 19-25, 25-22        |
| 19ª giornata - 16 febbraio 2020 Hala BKS Stal, Bielsko-Biała | BKS                | 0 - 3 | Chemik Police  | 21-25, 21-25, 19-25               |
| 20ª giornata - 23 febbraio 2020 Łódź Sport Arena, Łódź       | Budowlani Łódź     | 3 - 1 | BKS            | 25-27, 25-23, 25-21, 25-20        |
| 21ª giornata - 27 febbraio 2020 Łódź Sport Arena, Łódź       | ŁKS                | 3 - 2 | BKS            | 19-25, 25-21, 25-18, 16-25, 15-11 |
| 22ª giornata - 2 marzo 2020 Hala BKS Stal, Bielsko-Biała     | BKS                | 3 - 1 | Kalisz         | 26-24, 21-25, 29-27, 25-23        |

### Coppa di Polonia

#### Fase a eliminazione diretta
| Quarti di finale - 12 febbraio 2020 Hala Podpromie, Rzeszów | Developres Rzeszów | 3 - 0 | BKS | 25-11, 25-15, 25-12 |

## Statistiche

### Statistiche di squadra
| Competizione          | Punti | In casa | In casa | In casa | In trasferta | In trasferta | In trasferta | Totale | Totale | Totale |
| Competizione          | Punti | G       | V       | P       | G            | V            | P            | G      | V      | P      |
| --------------------- | ----- | ------- | ------- | ------- | ------------ | ------------ | ------------ | ------ | ------ | ------ |
| Liga Siatkówki Kobiet | 30    | 11      | 6       | 5       | 11           | 3            | 8            | 22     | 9      | 13     |
| Coppa di Polonia      | -     | 0       | 0       | 0       | 1            | 0            | 1            | 1      | 0      | 1      |
| Totale                | -     | 11      | 6       | 5       | 12           | 3            | 9            | 23     | 9      | 14     |

G = partite giocate; V = partite vinte; P = partite perse

### Statistiche dei giocatori
| Giocatore      | Liga Siatkówki Kobiet | Liga Siatkówki Kobiet | Liga Siatkówki Kobiet | Liga Siatkówki Kobiet | Liga Siatkówki Kobiet | Coppa di Polonia | Coppa di Polonia | Coppa di Polonia | Coppa di Polonia | Coppa di Polonia | Totale | Totale | Totale | Totale | Totale |
| Giocatore      | P                     | PT                    | AV                    | MV                    | BV                    | P                | PT               | AV               | MV               | BV               | P      | PT     | AV     | MV     | BV     |
| -------------- | --------------------- | --------------------- | --------------------- | --------------------- | --------------------- | ---------------- | ---------------- | ---------------- | ---------------- | ---------------- | ------ | ------ | ------ | ------ | ------ |
| A. Adamek      | 1                     | 0                     | 0                     | 0                     | 0                     | 0                | 0                | 0                | 0                | 0                | 1      | 0      | 0      | 0      | 0      |
| D. Dąbrowska   | 14                    | 12                    | 10                    | 1                     | 1                     | 1                | 0                | 0                | 0                | 0                | 15     | 12     | 10     | 1      | 1      |
| C. DeHoog      | 22                    | 217                   | 178                   | 31                    | 8                     | 1                | 1                | 0                | 1                | 0                | 23     | 218    | 178    | 32     | 8      |
| K. Drabek      | 22                    | 0                     | 0                     | 0                     | 0                     | 1                | 0                | 0                | 0                | 0                | 23     | 0      | 0      | 0      | 0      |
| N. Edelman     | 7                     | 14                    | 9                     | 3                     | 2                     | 1                | 0                | 0                | 0                | 0                | 8      | 14     | 9      | 3      | 2      |
| E. Janicka     | 2                     | 6                     | 6                     | 0                     | 0                     | 0                | 0                | 0                | 0                | 0                | 2      | 6      | 6      | 0      | 0      |
| A. Kossanyiová | 22                    | 342                   | 295                   | 35                    | 12                    | 1                | 7                | 6                | 0                | 1                | 23     | 349    | 301    | 35     | 13     |
| E. Kostera     | 2                     | 0                     | 0                     | 0                     | 0                     | 0                | 0                | 0                | 0                | 0                | 2      | 0      | 0      | 0      | 0      |
| M. Krajewska   | 21                    | 26                    | 7                     | 15                    | 4                     | 1                | 0                | 0                | 0                | 0                | 22     | 26     | 7      | 15     | 4      |
| K. Moskwa      | 21                    | 111                   | 51                    | 43                    | 17                    | 1                | 4                | 1                | 3                | 0                | 22     | 115    | 52     | 46     | 17     |
| A. Ogoms       | 8                     | 33                    | 23                    | 10                    | 0                     | 0                | 0                | 0                | 0                | 0                | 8      | 33     | 23     | 10     | 0      |
| O. Różański    | 21                    | 348                   | 291                   | 42                    | 15                    | 1                | 5                | 3                | 1                | 1                | 22     | 353    | 294    | 43     | 16     |
| M. Świrad      | 22                    | 197                   | 107                   | 74                    | 16                    | 1                | 1                | 1                | 0                | 0                | 23     | 198    | 108    | 74     | 16     |
| P. Vincourová  | 7                     | 29                    | 12                    | 12                    | 5                     | 0                | 0                | 0                | 0                | 0                | 7      | 29     | 12     | 12     | 5      |
| M. Wawrzyniak  | 20                    | 125                   | 106                   | 12                    | 7                     | 1                | 6                | 6                | 0                | 0                | 21     | 131    | 112    | 12     | 7      |
| M. Wellna      | 17                    | 57                    | 48                    | 6                     | 3                     | 1                | 2                | 2                | 0                | 0                | 18     | 59     | 50     | 6      | 3      |

P = presenze; PT = punti totali; AV = attacchi vincenti; MV = muri vincenti; BV = battute vincenti